# Lithurgus lissopoda
Lithurgus lissopoda là một loài Hymenoptera trong họ Megachilidae. Loài này được Cameron mô tả khoa học năm 1908.